# 辰村組
株式会社辰村組（たつむらぐみ）は、石川県発祥で関東を主な営業基盤にしていたゼネコンである。

## 概要
初代辰村米吉が石川県金沢市に創業し、当時は鉄道などの敷設工事などを請け負う土木事業者として誕生した。昭和3年には2代目辰村米吉が事業を継承し、いち早く鉄筋コンクリート工事の施工に着手した。また昭和8年には満州へと事業を進出した。昭和18年6月にその組織を改めて、株式会社辰村組として発足した。また創業者である辰村米吉は同郷である井口在屋、畠山一清等を資金援助・支援をし、荏原製作所の創業にも関与したため同社との結びつきが非常に深い。戦後は東京に本社を移して、技術面では定評を受け、全国展開を行っていたが、不動産業等の多角経営等の影響で、バブル崩壊で経営が悪化し南海建設との対等合併へ。

## 本社・支店
- 本社 : 東京都港区南青山5-4-35
- 横浜支店 : 神奈川県横浜市中区山下町194
- 関東支店 : 埼玉県大宮市大門町3-71
- 大阪支店 : 大阪府大阪市西区北堀江1-1-30
- 金沢支店 : 石川県金沢市泉本町1-6
- 仙台支店 : 宮城県仙台市青葉区
- 福岡支店 : 福岡県福岡市

## 沿革
- 1883年（明治16年） : 辰村米吉が個人企業として土木建築請負業を創業する。
- 1886年（明治19年） : 東海道本線静岡付近の鉄道敷設工事を請け負う。
- 1928年（昭和3年） 7月: 二代目辰村米吉に事業を継承する。
- 1933年（昭和8年） : 満州に事業を拡大する。
- 1943年（昭和18年） 6月: 法人組織に改組し、資金15万円をもって株式会社辰村組を設立する。
- 1948年（昭和23年） 5月: 東京支店を開設する。
- 1949年（昭和24年）10月: 建設業法により建設大臣登録(イ)第105号の登録を完了する。
- 1953年（昭和28年）12月: 本店を金沢市片町から金沢市河原町に移転する。
- 1959年（昭和34年） 2月: 本店を金沢市河原町から東京都港区に移転する。
- 1960年（昭和35年） 2月: 東京支店を廃止する。
- 1963年（昭和38年） 6月: 定款の事業目的に不動産に関する事業を追加する。
- 1964年（昭和39年） 5月: 東京証券取引所市場第二部に上場する。
- 1966年（昭和41年） 2月: 大阪支店を開設する。
- 1969年（昭和44年） 2月: 横浜支店を開設する。
- 1969年（昭和44年） 3月: 宅地建物取引業法により東京都知事免許(1)第13591号を取得する。
- 1969年（昭和44年）11月: 名古屋支店を開設する。
- 1972年（昭和47年） 3月: 宅地建物取引業を廃業する。
- 1972年（昭和47年）10月: 辰村道路株式会社と辰和管理株式会社を設立する。
- 1972年（昭和47年）11月: 定款の事業目的に観光・娯楽、保険・体育に関する事業を追加する。
- 1972年（昭和47年）12月: 千葉支店を開設する。
- 1973年（昭和48年）10月: 資本金6千万円を増資する。
- 1973年（昭和48年）10月: 仙台支店を開設する。
- 1973年（昭和48年）12月: 建設業法改正により、建設大臣許可(特-48)第2600号を取得する。
- 1975年（昭和50年） 5月: 宅地建物取引業法により東京都知事免許(1)第29086号を取得する。
- 1975年（昭和50年）10月: 宅地建物取引業法により建設大臣免許(1)第2105号を取得する。
- 1976年（昭和51年）12月: 福岡支店を開設する。
- 1977年（昭和52年）11月: 東京支店を開設する。
- 1982年（昭和57年） 9月: 名古屋支店を廃止する。
- 1985年（昭和60年）10月: 辰村リフォームサービス株式会社を設立する。
- 1986年（昭和61年） 4月: 千葉支店を統合し関東支店を開設する。
- 1995年（平成7年） 10月: 南海建設株式会社と合併し、南海辰村建設株式会社となる。

## 主な施工物件
- 福岡第一発電所（石川県白山市河内町福岡日169-1、1911年（明治44年）竣工）
- 旧石川商銀小松支店（石川県小松市京町19-5、1930年（昭和5年）竣工）
- 山本久次商店（石川県小松市京町73、1930年（昭和5年）竣工）
- 青山台ビル（東京都渋谷区渋谷2-9-10、1970年（昭和45年）竣工）
- たつむら青山マンション・辰村組本社ビル（東京都港区南青山5-4-35、1972年（昭和47年）竣工）
- 月島機械株式会社本社ビル（東京都中央区佃2丁目17番15号、1972年（昭和47年）竣工）
- A・Bビル（東京都港区六本木3-1-30、1972年（昭和47年）竣工）
- 東ノ宮カントリークラブ（栃木県芳賀郡茂木町木幡181、1974年（昭和49年）竣工）
- ノアの箱舟（北海道札幌市中央区南8条西4、1988年（昭和63年）竣工）
- ホテル・イル・パラッツォ（福岡県福岡市中央区春吉3-13-1、1989年（平成元年）竣工）
- 金沢パークビル（石川県金沢市広岡3-1-1、1991年（平成3年）竣工）
- 石川県幸町庁舎（石川県金沢市幸町12-1、1994年（平成6年）竣工）
- 山中町立図書館（石川県加賀市西桂木町ト19-1、1994年（平成6年）竣工）
- マリナイースト21望海の街13棟（千葉県浦安市明海4-2-13、1994年（平成6年）竣工）
- 博多中洲ワシントンホテルプラザ（福岡県福岡市博多区中洲2-8-28、1995年（平成7年）竣工）
- 石巻地区広域行政事務組合河北衛生センター（宮城県石巻市東福田字高須賀84-1、1995年（平成7年）竣工）
- 松任谷由実・松任谷正隆邸

## 関連人物
- 辰村米吉
- 米村和夫 - 建築家
- 坂田一幸 - 建築家
- 小谷野榮次 - 建築家
- 中山正路 - 建築家